# Christina Romer
Christina Romer (ur. 25 grudnia 1958 w Alton, Illinois jako Christina Duckworth) – amerykańska ekonomistka, profesor ekonomii na Uniwersytecie Berkeley. 24 listopada 2008 prezydent elekt USA, Barack Obama wskazał ją jako nowego szefa Rady Doradców Ekonomicznych Prezydenta USA. Romer zapowiedziała odejście z funkcji szefa doradców ekonomicznych prezydenta USA z dniem 3 września 2010.

## Kariera naukowa
Ukończyła Glen Oak High School w Canton, Ohio, w czerwcu 1977. Uzyskała licencjat z ekonomii w College of William and Mary w 1981, a następnie doktorat w Massachusetts Institute of Technology w 1985. Po ukończeniu pracy nad doktoratem rozpoczęła pracę jako wykładowca w stopniu młodszego profesora na Uniwersytecie Princeton. W 1988 rozpoczęła pracę na Uniwersytecie Berkeley i uzyskała awans do stopnia pełnego profesora w 1993.
Romer badała m.in. zjawiska niestabilności makroekonomicznej po i przed drugą wojną światową, a także przyczyny Wielkiego Kryzysu w USA i w Europie. Była wiceprzewodniczącym Amerykańskiego Towarzystwa Ekonomicznego. Jest dyrektorem Programu Ekonomii Monetarnej w National Bureau of Economic Research.

## Życie prywatne
Jej mężem jest David Romer, specjalista ds. polityki fiskalnej i monetarnej, także pracujący na Uniwersytecie Berkeley, który otrzymał propozycję pracy w biurze głównego ekonomisty Międzynarodowego Funduszu Walutowego, co zostało odebrano jako umacnianie związków między MFW a nową administracją Obamy.